# Ksawery Sasinowski
Ksawery Sasinowski (Sosinowski) ps. Rybak (ur. 2 października 1914 w Skarżynie Starym, zm. 15 kwietnia 1946 w Łętowicy) – podporucznik Armii Krajowej w 1944 roku, komendant Bazy Łączności i Przerzutów w Komendzie Okręgu Białystok AK, komendant Okręgu Polesie ZWZ od sierpnia 1940 roku do czerwca 1941 roku.

## Życiorys
Był ogniomistrzem w 18 pułku artylerii lekkiej 18 Dywizji Piechoty, uczestnik kampanii wrześniowej 1939 roku. Był jednym z organizatorów sieci SZP/ZWZ na Polesiu na przełomie 1939 i 1940 roku. Zastępca dowódcy/komendanta SZP/ZWZ Okręgu Polesie od czerwca do sierpnia 1940 roku. W czerwcu 1941 roku, ujęty przez NKWD, zbiegł i powrócił na teren Białostocczyzny. Od 1942 roku w konspiracji AK na terenie Okręgu Białystok AK. Skarbnik Okręgu AK/AKO/DSZ WiN Białystok. 
W związku z nie rozliczeniem się przez niego z kasy, został skazany przez sąd powołany przez ppłk. Mariana Świtalskiego na karę śmierci. Został zastrzelony 15 kwietnia 1946 roku w Łętowicy przez członków patrolu dyspozycyjnego.